# În căutarea căpitanului Grant
În căutarea căpitanului Grant (în rusă В поисках капитана Гранта, transliterat: V poiskah kapitana Granta, în bulgară По следите на капитан Грант, transliterat: Po sledite na kapitan Grant) este un miniserial bulgaro-sovietic în șapte părți din 1986, inspirat din romanul de aventuri Copiii căpitanului Grant (1865–1867) al lui Jules Verne și regizat de Stanislav Govoruhin după propriul scenariu. A fost filmat în coproducție de Studioul Cinematografic din Odesa (URSS) și Studioul Cinematografic Boiana (Bulgaria) în perioada 1983–1985 și a fost cea de-a doua ecranizare sovietică a cărții. O primă ecranizare sovietică, intitulată Copiii căpitanului Grant, a fost lansată în 1936 și a avut un mare succes comercial.
Filmul, care combină acțiunea cărții cu biografia autorului ei, prezintă aventurile unui grup variat aflat în căutarea căpitanului Harry Grant care pornise cu câțiva ani mai înainte într-o călătorie pentru a înființa o așezare scoțiană liberă („Noua Scoție”) în Insulele Pacificului. Nava Britannia naufragiase într-un loc necunoscut din emisfera sudică, iar căpitanul Grant aruncase în apa mării o sticlă cu un mesaj scris în trei limbi în care cerea ajutor. Lordul Glenarvan, proprietarul iahtului Duncan, găsește mesajul parțial distrus și pornește pe riscul său într-o expediție de căutare, fiind însoțit de copiii căpitanului: Mary și Robert. Ca urmare a neclarității mesajului, căutarea se dovedește a fi anevoioasă, iar exploratorii străbat Oceanul Atlantic, Munții Anzi, pampasul Patagoniei, Australia și Noua Zeelandă.
Filmările s-au desfășurat în peninsula Crimeea, zona orașului Batumi, Bulgaria, Franța și în apele Mării Negre, iar distribuția filmului a fost formată din actori sovietici și actori bulgari.
Miniserialul În căutarea căpitanului Grant este alcătuit din șapte episoade și a fost difuzat în premieră în mai 1986 de postul public sovietic Pervaia programma al Televiziunii Centrale a Uniunii Sovietice și în noiembrie 1986 de Televiziunea Națională Bulgară. Criticii de film ruși îl consideră cea mai populară adaptare rusească a unui roman al lui Jules Verne.

## Rezumat
Filmul este alcătuit din două povești paralele. Prima poveste descrie viața scriitorului francez Jules Verne și istoria creării și publicării romanului Copiii căpitanului Grant. A doua poveste prezintă acțiunea romanului sus-menționat, pe măsură ce aceasta se naște în imaginația scriitorului.
Lordul Glenarvan și soția sa, Helena, își petrec luna de miere în apele Scoției la bordul iahtului Duncan. Echipajul navei prinde un rechin, iar în burta acestuia găsesc o sticlă de șampanie. În interiorul sticlei se află o hârtie parțial distrusă de apa mării, cu un mesaj scris în trei limbi (engleză, franceză și germană), care conține o cerere de ajutor: nava Britannia a naufragiat cu patru ani în urmă pe un țărm al cărui nume nu se poate citi decât parțial în toate cele trei texte și doar căpitanul Grant și doi marinari au reușit să scape. Aflând despre descoperirea acestui mesaj, copiii căpitanului Grant (Mary și Robert) vin la lordul Glenarvan și-l roagă să-i ajute să-și salveze tatăl. În urma refuzului guvernului britanic de a organiza o operațiune de căutare a naufragiaților, soții Glenarvan decid să pornească ei înșiși, împreună cu cei doi copii, în ajutorul căpitanului Grant și a celor doi marinari. Se știe cu exactitate doar latitudinea locului unde a naufragiat nava britanică (paralela 37 sud), dar longitudinea este necunoscută. Lordul Glenarvan bănuiește că naufragiul a avut loc în Patagonia și pornește cu propriul iaht către America de Sud; înainte de plecare, geograful francez Jacques Paganel se îmbarcă din neatenție pe iaht și este nevoit să se alăture expediției.
Corabia străbate Oceanul Atlantic, traversează Strâmtoarea Magellan, pătrunde în Oceanul Pacific și acostează pe țărmul vestic al Americii de Sud. Un grup format din șase persoane (Glenarvan, Mac Nabbs, Paganel, Olbinett, Wilson și Robert Grant) debarcă pe țărm și pornește de-a lungul paralelei 37. Exploratorii străbat pădurile montane dese din Chile și traversează Munții Anzi, fiind surprinși la coborâre de o avalanșă. Rămas inconștient, micul Robert este înhățat de un condor, care este doborât apoi de împușcătura providențială a indianului Thalcave. Patagonezul devine călăuza expediției. Călătorii află de la Thalcave că un străin a fost salvat cu patru ani în urmă de indienii poyuche, care sunt greu de găsit pentru că se mută mereu deoarece sunt urmăriți de vânătorii de comori care vor să pună mâna pe idolul de aur al tribului, Apsotokitua.
Grupul se separă: trei exploratori (Mac Nabbs, Wilson și Robert) plus Thalcave se îndreaptă spre colonia Puelen pentru a cumpăra cai, iar ceilalți trei (Glenarvan, Paganel și Olbinett) rămân să-i aștepte într-o tabără de la poalele unor stânci. Primii patru se încaieră cu banda lui Bob Smoală și reușesc să fugă cu caii, dar Wilson este ucis; în acest timp, Paganel este capturat de indienii poyuche, care îl confundă cu un vânător de comori și vor inițial să-l scalpeze. Salvarea lui vine de la portughezul Raimundo Scorsa, străinul care se alăturase mai demult tribului. Thalcave și ceilalți patru călători rămași reușesc curând să găsească tabăra tribului și se alătură apoi indienilor în lupta cu vânătorii de comori (bandiții lui Bob Smoală și trădătorul Scorsa). După înfrângerea bandiților, grupul își continuă drumul de-a lungul paralelei 37, străbătând un timp un ținut arid și fiind surprinși apoi de o inundație devastatoare. Călătorii reușesc în cele din urmă să ajungă pe țărmul Oceanului Atlantic, unde sunt așteptați de iahtul Duncan, și decid să se îndrepte spre Australia, pe care Paganel o identifică în textul fragmentar al mesajului ca loc al naufragiului corabiei lui Harry Grant.
Duncan străbate Oceanul Atlantic și apoi Oceanul Indian și ajunge pe coasta de vest a Australiei. Pasagerii fac un scurt popas pe țărm și întâlnesc în gospodăria fermierului Paddy O'Moore un bărbat pe nume Ayrton, care le spune că fusese contramaistru pe Britannia și că naufragiul navei avusese loc pe coasta de est a Australiei. Ca urmare a faptului că iahtul Duncan trebuia să se îndrepte spre Melbourne pentru repararea unor avarii, călătorii hotărăsc să străbată Australia călare și cu căruța, de-a lungul paralelei 37, fiind călăuziți de Ayrton. Grupul este atras intenționat într-o zonă mlăștinoasă de Ayrton, care se dovedește a fi șeful unei bande de tâlhari sub numele de Ben Joyce. Tâlharii atacă grupul și, după ce-l împușcă pe Olbinett și interceptează o scrisoare a lordului către secundul navei Duncan, se îndreaptă spre Melbourne pentru a captura iahtul cu care voiau să practice pirateria. În acest timp, călătorii se deplasează până pe malul râului Snowy, unde construiesc o plută și pornesc cu ea pe cursul apei. Oboseala îi face să adoarmă, iar pluta, rămasă fără cârmaci, pătrunde în ocean și este luată de curenți.
După patru săptămâni de navigare în derivă, pluta ajunge pe țărmul de sud al Noii Zeelande. Debarcați pe uscat, călătorii îl îngroapă pe Olbinett și sunt capturați curând de un trib de maori canibali care-i transportă în satul lor de la poalele unui vulcan activ. Vrând să răzbune uciderea marelui preot de militarii englezi, marele șef al tribului îi condamnă pe prizonieri la moarte, urmând ca execuția lor să aibă loc în ziua următoare. În acest timp, Paganel, care fusese despărțit de grup după debarcare și îl urmase apoi de la distanță, reușește să sape o groapă și să-i scoată din colibă pe prizonieri; grupul se refugiază pe muntele sacru al maorilor și scapă de urmărire după începerea erupției vulcanice. Călătorii sunt ajunși de maori pe coasta de est a Noii Zeelande și se îmbarcă într-o canoe, vâslind către larg, unde întâlnesc vasul Duncan aflat sub comanda secundului Tom Austin. Potrivit relatării sale, primise la Melbourne o scrisoare prin care lordul îi cerea să îndrepte iahtul spre coasta de est a Noii Zeelande (ca urmare a confuziei făcute de Paganel) și apoi îl arestase pe Ayrton după ce încercase să incite echipajul la revoltă.
Lordul Glenarvan îl amenință pe Ayrton că îl va preda autorităților britanice din primul port dacă nu-i va spune tot ce știe despre soarta căpitanului Grant, caz în care acceptă să-l lase pe o insulă pustie din Pacific. Sperând să-și salveze viața, fostul contramaistru îi spune lordului că nu cunoștea locul naufragiului, deoarece fusese debarcat forțat de căpitanul Grant în Australia, după ce încercase fără succes să preia conducerea navei. Duncan acostează pe țărmul insulei Tabor, singurul loc nevizitat de pe paralela 37 a emisferei sudice, unde membrii expediției îl găsesc pe căpitanul Grant și pe unul din cei doi marinari. Căpitanul Grant este salvat și călătorii se întorc în Anglia, în timp ce Ayrton este lăsat pe insula Tabor, în speranța că se va pocăi pentru crimele sale.
Ambele povești fuzionează la finalul filmului atunci când mica ambarcațiune Saint Michel a lui Jules Verne și iahtul Duncan se întâlnesc pe mare.

## Cuprins
Filmul este alcătuit din șapte episoade cu următoarele titluri:
| Nr. | Titlu în limba română           | Titlu original (rusă/bulgară)                   | Durată  | Premiera în URSS |
| --- | ------------------------------- | ----------------------------------------------- | ------- | ---------------- |
| 1   | „Cu Jules Verne în jurul lumii” | С Жюль Верном вокруг Света/ С Жул Верн по света | 65 min. | 13 mai 1986      |
| 2   | „Paralela 37”                   | 37 параллель/ 37ият паралел                     | 65 min. | 14 mai 1986      |
| 3   | „Thalcave”                      | Талькав/ Талкав                                 | 64 min. | 15 mai 1986      |
| 4   | „Idolul de aur”                 | Золотой бог/ Златният бог                       | 63 min. | 16 mai 1986      |
| 5   | „Ben Joyce”                     | Бен Джойс/ Бен Джойс                            | 64 min. | 19 mai 1986      |
| 6   | „Capturați de canibali”         | В плену у каннибалов/ В плен на канибалите      | 65 min. | 20 mai 1986      |
| 7   | „Robinsonul Oceaniei”           | Робинзон Океании/ Робинзон на Океания           | 73 min. | 21 mai 1986      |

## Distribuție
- Vladimir Smirnov — Jules Verne, romancier francez, autorul romanului Copiii căpitanului Grant[2][25][26][27] (ep. 1–7)
- Lembit Ulfsak — Jacques Paganel, geograf francez[2][25][26][27][28] (ep. 1–7)
- Nikolai Eriomenko jr. — lordul Edward Glenarvan, proprietarul corabiei Duncan[2][25][26][27] (ep. 1–7)
- Tamara Akulova — lady Helena Glenarvan, soția lordului[2][25][26][27][29] (ep. 1–2, 5–7)
- Vladimir Gostiuhin — maiorul Mac Nabbs, ofițer scoțian, vărul lordului[2][25][26][27] (ep. 1–7)
- Oleg Ștefanko — John Mangles, căpitanul corabiei Duncan[2][25][26][27] (ep. 1–2, 5–7)
- Ruslan Kurașov — Robert Grant, fiul căpitanului Grant[2][25][26][27] (ep. 1–7)
- Galina Strutinskaia — Mary Grant, fiica căpitanului Grant, sora mai mare a lui Robert[2][25][26][27] (ep. 1–3, 5–7)
- Anatoli Rudakov — Olbinett, servitorul lordului Glenarvan / Henri, servitorul lui Jules Verne[25][26][27] (ep. 1–7)
- Boris Hmelnițki — Harry Grant, căpitanul corabiei Britannia[2][25][26][27] (ep. 7)
- Đorđe „Đoko” Rosić — Tom Ayrton/Ben Joyce, fost contramaistru pe nava Britannia, devenit ulterior șeful unei bande de tâlhari[2][25][26][27] (ep. 5–7)
- Iavor Milușev — Thalcave, indian patagonez[8][25][26][27] (ep. 2–4)
- Marina Vlady — Marko Vovciok, scriitoare rusă, traducătoare a operei lui Jules Verne[2][25][26][27] (ep. 7)
- Kosta Țonev — Pierre-Jules Hetzel, fondatorul revistei Magasin d'éducation et de récréation, editorul romanelor lui Verne[25][26][27] (ep. 1–2, 4, 7)
- Anea Penceva — Honorine Morel, soția lui Jules Verne[25][26][27] (ep. 1, 3, 5, 7)
- Uldis Vazdiks — Wilson, marinar pe corabia Duncan[25] (ep. 1–3)
- Petăr Slabakov — Calfucurá, marele șef al tribului indienilor poyuche[25] (ep. 3–4)
- Lăcezar Stoianov — Raimundo Scorsa, supranumit „Barbă de argint”, aventurier portughez din Patagonia[25] (ep. 3–4)
- Aleksandr Abdulov — Bob Smoală, șeful unei bande de tâlhari[2][25][26][27] (ep. 3–4)
- Marin Ianev — Félix Nadar, caricaturist, fotograf și pionier aeronautic francez, prietenul lui Jules Verne[25] (ep. 1)
- Pierre Hossein — chitaristul de la Catedrala Notre Dame[25] (ep. 2)
- Gheorghi Stoianov — Tom Austin, secundul corabiei Duncan[25] (ep. 1–2, 5)
- Grudi Kadiev — Kai-Kumu, marele șef al tribului maorilor[25] (ep. 6–7)
- Nikola Dadov[25] (ep. 3, 5–6)
- Fiodor Odinokov — Paddy O'Moore, fermier irlandez de pe coasta de vest a Australiei[25] (ep. 5)
- Penka Țițelkova — fiica marelui șef de trib Calfucurá[25] (ep. 3–4)
- Anghel Aleksiev[25] (ep. 3–4)
- Ivan Gaidardjiev[25] (ep. 3–4)
- Gheorghi Kișkilov[25] (ep. 3)
- Nikolai Hadjiminev[25] (ep. 3–4)
- Liubo Dimov[25] (ep. 3–4)
- Grozdan Gherțov[25] (ep. 3–4)
- Mihail Mutafov[25] (ep. 3–4)
- Veliko Stoianov[25] (ep. 3–4)
- Kolio Doncev[25] (ep. 3–4)
- Vențislav Bojinov — indian patagonez[25] (ep. 3–4)
- Krasimir Tasev[25] (ep. 3–4)
- Grișa Cernev[25] (ep. 3–4)
- Nikolai Șadrin — dl de Viane, tatăl soției lui Jules Verne[7][25] (ep. 1)
- Gheorghi Dimitrov[25] (ep. 6)
- Anton Gorcev — fierarul de la Black Point[25] (ep. 5–6)
- Dimităr Bocev — Hugh, proprietarul hanului „Mont Blanc”[25] (ep. 5)

### Dublaj de voce
- Aleksei Zolotnițki — Paganel[2][25]
- Aleksandr Șirvindt — Nadar[25]
- Iuri Saranțev — Wilson[25]
- Aleksandr Beleavski — Tom Austin/Raimundo Scorsa[25]
- Igor Efimov — Ayrton/Ben Joyce/șeful de trib indian[2][25]
- Irina Miroșnicenko — Marko Vovciok[25]
- Aleksei Injevatov — Bob Smoală[2][25]

## Receptarea operei lui Jules Verne în URSS
Romanele lui Jules Verne au fost foarte iubite în Rusia și apoi în URSS, în ciuda faptului că tirajele lor au fost destul de mici în comparație cu cererea cititorilor. Succesul lor la publicul rus a determinat realizarea mai multor ecranizări în secolul al XX-lea, printre care: Copiii căpitanului Grant (1936), Insula misterioasă (film din 1941)⁠(en)[traduceți] (1941), Căpitan la 15 ani (1945), Căpitanul Nemo⁠(en)[traduceți] (1975), În căutarea căpitanului Grant (1986) și Căpitanul navei «Pilgrim»⁠(ru)[traduceți] (1986). În opinia unor autori, miniserialul În căutarea căpitanului Grant al lui Stanislav Govoruhin este cea mai populară adaptare rusească a unui roman al lui Jules Verne.

## Producție

### Pregătiri

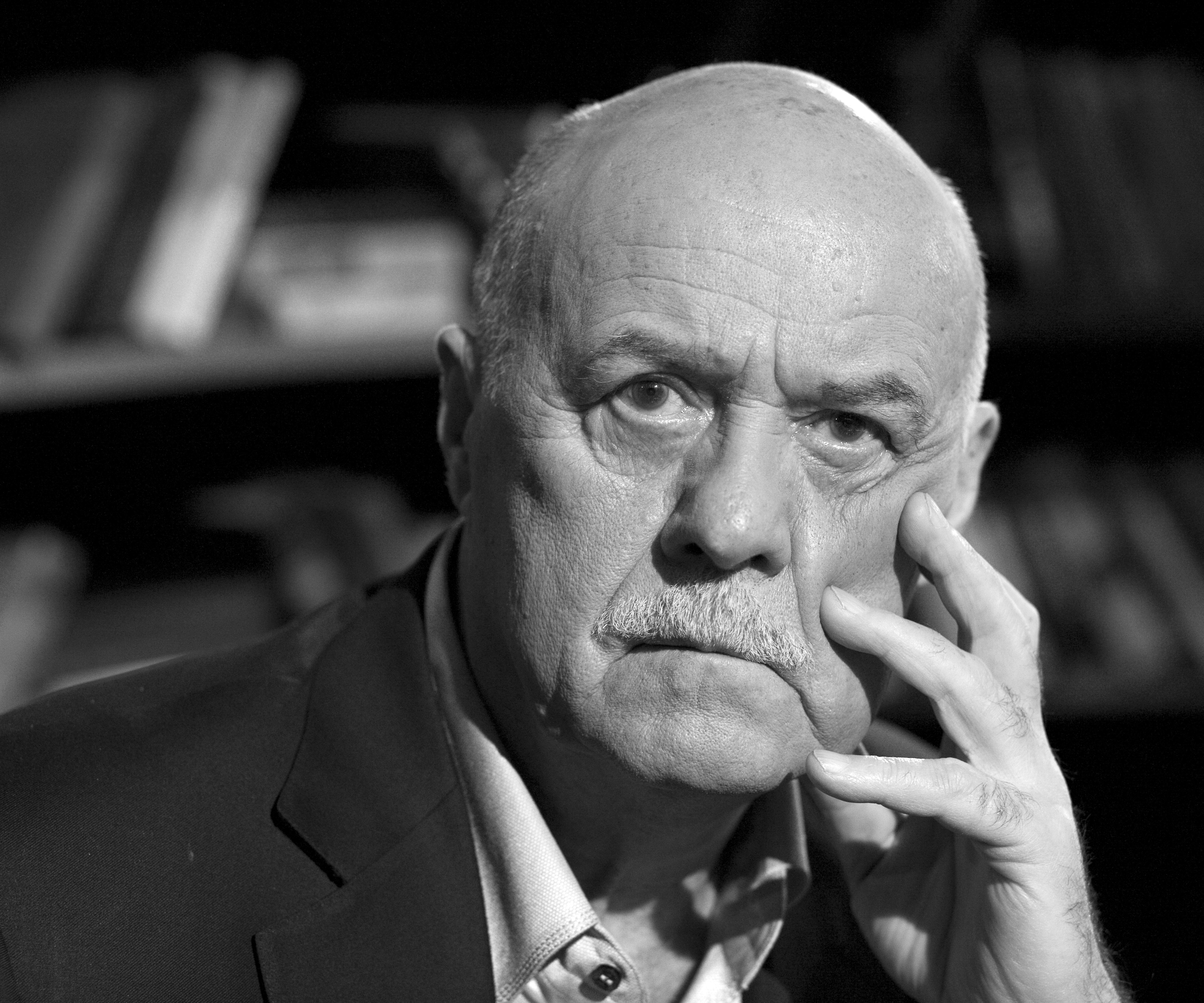
Cineastul rus Stanislav Govoruhin în 2008

O primă ecranizare sovietică a romanului Copiii căpitanului Grant (1865–1867) al scriitorului francez Jules Verne a fost realizată în anul 1936 sub coordonarea regizorului Vladimir Vainștok. Filmările s-au desfășurat în Crimeea și în Munții Caucaz. Rolurile principale au fost interpretate de Nikolai Vitovtov (lordul Glenarvan), Maria Strelkova (Helena Glenarvan), Nikolai Cerkasov (Jacques Paganel), Iakov Seghel (Robert Grant), Olga Bazanova (Mary Grant), Mihail Romanov (cpt. John Mangles), David Gutman (maiorul Mac Nabbs), Ivan Ciuveliov (Tom Ayrton) și Iuri Iuriev (cpt. Grant). Filmul, care a fost intitulat Copiii căpitanului Grant, a avut un mare succes în Uniunea Sovietică și a fost difuzat și în străinătate.
Ideea realizării unei noi ecranizări a romanului i-a aparținut cineastului rus Stanislav Govoruhin, care a scris un scenariu mai dezvoltat pentru un serial de televiziune. Govoruhin era un cititor pasionat al scrierilor lui Jules Verne și a dorit să realizeze un film de aventuri care să-i atragă atât pe copiii care nu mai citeau în acele vremuri, cât și pe adulții care citiseră în copilărie romanele verniene. Scenariul său nu este o simplă adaptare cinematografică a cărții, ci o combinare liberă a acțiunii romanului cu povestea biografică a lui Jules Verne. Astfel, pe lângă personajele romanului, mai apar ca personaje însuși scriitorul, soția sa, prietenii și servitorii săi. Govoruhin a interpretat într-un mod liber atât intriga cărții, cât și biografia lui Jules Verne, deoarece, însușindu-și motto-ul acestuia („Educă distrând”), susținea că filmele trebuie să fie „distractive și antrenante” pentru a pătrunde în sufletul publicului și a-i educa pe tineri, trezind „sentimente bune și nobile”. În elaborarea scenariului, cineastul a folosit materialul documentar alcătuit de regizorul Serghei Așkenazi, care lucra în acea perioadă la Studioul Cinematografic din Odesa.
În căutarea căpitanului Grant a fost produs în colaborare de Studioul Cinematografic din Odesa (URSS) și Studioul Cinematografic Boiana (Bulgaria) și a fost regizat de Stanislav Govoruhin. Producția a fost coordonată de directorii Raisa Fedina, Djemila Panibrat și Boris Hadjiev	și de redactorii Marina Bagrii-Șahmatova, Elena Demcenko și Kamen Rusev. Au fost folosiți cinci consultanți: dr. Iuri Senkevici (un medic militar care a participat în perioada 1969–1970 la Expedițiile Ra I și Ra II conduse de norvegianul Thor Heyerdahl, în cadrul cărora a navigat cu o plută pe Oceanul Atlantic), Vladimir Baghirov, S. Taipov, Krasimir Tasev și Nikolai Stoianov.

### Modificări față de textul cărții
Miniserialul sovieto-bulgar nu redă cu fidelitate acțiunea cărții lui Jules Verne: unele întâmplări au fost modificate, iar altele au fost eliminate, au fost introduse personaje noi etc. Printre diferențele existente se află următoarele:
- În roman toți călătorii au supraviețuit, dar în film unii dintre ei au fost uciși.
- Aventurile personajelor în Patagonia sunt complet modificate.
- Navigarea din Australia până în Noua Zeelandă are loc în film pe o plută și nu pe o corabie precum în roman.
- Perioada de navigare de la începutul căutării căpitanului Grant și până la găsirea acestuia diferă (în carte, călătorii încep căutarea câteva săptămâni mai târziu după găsirea mesajului și îl găsesc pe Grant doi ani mai târziu, în timp ce în film căutarea durează un an și jumătate).
- A fost schimbată soarta căpitanului Grant și a celor doi marinari de pe insula Tabor. Spre deosebire de roman în care toți cei trei marinari au supraviețuit șederii pe insulă, în film căpitanul Grant a fost găsit nevătămat, unul dintre marinari a murit, iar cel de-al doilea și-a pierdut mințile.

### Interpreții rolurilor principale

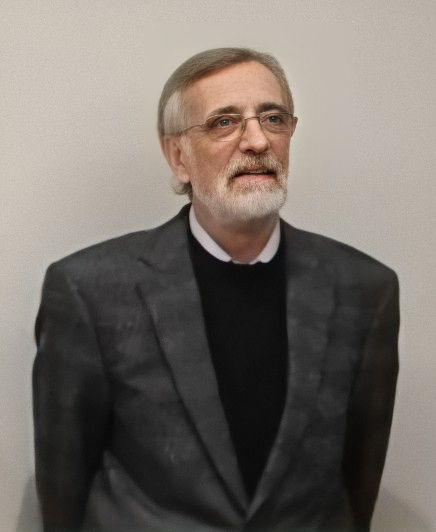
Actorul eston Lembit Ulfsak, interpretul geografului francez Jacques Paganel

Distribuția filmului a fost formată din actori sovietici și actori bulgari. Rolurile principale au fost interpretate de Vladimir Smirnov (Jules Verne), Nikolai Eriomenko jr. (lordul Glenarvan), Tamara Akulova (lady Glenarvan), Lembit Ulfsak (Jacques Paganel), Vladimir Gostiuhin (maiorul Mac Nabbs), Oleg Ștefanko (cpt. John Mangles), Galina Strutinskaia (Mary Grant), Ruslan Kurașov (Robert Grant) și Anatoli Rudakov (Olbinett). Vocile unor actori au fost dublate ulterior, printre care: Lembit Ulfsak (Paganel) de Aleksei Zolotnițki, Aleksandr Abdulov (Bob Smoală) de Aleksei Injevatov, iar Đoko Rosić (Ayrton) și Petăr Slabakov (marele șef de trib) de Igor Efimov.
Interpretul lordului Glenarvan, Nikolai Eriomenko jr. (1949–2001), era fiul unui actor celebru (Nikolai Eriomenko sr.), jucase rolul principal în Pirații secolului XX (1980) și era un sex simbol al cinematografiei sovietice. A suferit că nu a fost solicitat mai mult ca actor în anii 1990: s-a apucat de băutură și a divorțat de soția sa, iar în 2001 a murit în urma unui accident vascular cerebral. Eriomenko a încercat să o curteze în timpul filmărilor pe tânăra actriță Tamara Akulova (n. 1957), dar aceasta i-a respins avansurile. Akulova, care era atunci o actriță în ascensiune, divorțase după patru ani de căsnicie de coregraful și regizorul Iuri Șerling și s-a căsătorit în 1985 cu regizorul uzbec Elior Ișmuhamedov. După o pauză de aproape 10 ani, ea a început să apară din nou în filme în anii 2000 și să predea cursuri la academia VGIK. Vladimir Gostiuhin (n. 1946), interpretul maiorului Mac Nabbs, era începând din 1982 actor la un teatru din Minsk și avea o bogată experiență cinematografică; el a apărut în peste o sută de filme.
Actorul eston Lembit Ulfsak (1947–2017), interpretul lui Paganel, era cunoscut publicului sovietic pentru rolul Till Buhoglindă din filmul Legenda lui Till⁠(ru)[traduceți] (1976). Fusese îndrăgostit de monteuza Galina de la Studioul Cinematografic din Odesa, dar aceasta s-a căsătorit mai târziu cu Govoruhin, devenind a doua lui soție; această poveste nu a influențat activitatea actorului în timpul filmărilor. Ulfsak a abandonat parțial cariera cinematografică la începutul anilor 1990 și s-a remarcat ca actor de teatru la Tallinn, murind de cancer în anul 2017. Anatoli Rudakov (1950–2021), interpretul ridicolului servitor Olbinett, a lucrat timp de 18 ani la Lenfilm, iar la începutul anilor 1990, odată cu prăbușirea cinematografiei sovietice, a înființat o companie care a furnizat produse metalice întreprinderilor de construcții din Sankt Petersburg. A fondat în 2006 și a condus timp de 10 ani compania de producție de film „Kinocenter” din Petersburg și a murit pe 1 august 2021 în urma infecției cu coronavirus.
Interpretul scriitorului Jules Verne, actorul sovieto-bulgar Vladimir Smirnov (1942–2000), devenise deja un actor popular la Leningrad, dar în 1967 s-a căsătorit cu o studentă bulgară și s-a stabilit în Bulgaria. A fost actor la Sofia, a jucat în câteva filme bulgare și a murit în anul 2000 în urma unui accident vascular cerebral. Actorul Boris Hmelnițki (1940–2008), interpretul cpt. Grant, a jucat mulți ani la Teatrul Taganka⁠(en)[traduceți] din Moscova și a devenit cunoscut publicului cinefil sovietic în rolul lui Robin Hood. Spre deosebire de el, Đoko Rosić (1932–2014), interpretul marinarului Ayrton, era un fost jurnalist la Radioul Național Bulgar, care nu avea studii de actorie, dar era un foarte bun călăreț și a jucat în 110 filme.

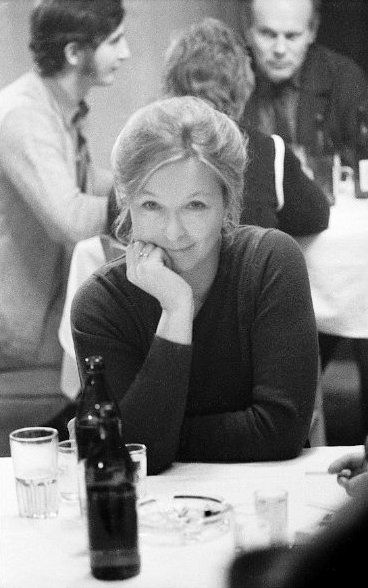
Actrița franceză de origine rusă Marina Vlady, interpreta scriitoarei Marko Vovciok

Tânărul interpret al cpt. John Mangles, Oleg Ștefanko (n. 1959), care era actor la Teatrul Mic din Moscova⁠(en)[traduceți], a efectuat stagiul militar în perioada premierei filmului și a emigrat în anul 1992 în Statele Unite ale Americii. A locuit inițial la New York, lucrând timp de doi ani ca taximetrist, barman, dealer de mașini, agent de asigurări și agent imobiliar. La sfatul unor actori ruși imigranți, s-a mutat în 1994 la Los Angeles și a apărut în următorii ani în câteva filme și seriale de televiziune sub numele de Oleg Stefan, pe care l-a luat după obținerea cetățeniei americane. La începutul anilor 2000 s-a întors în Rusia, unde a obținut roluri în filme.
Spre deosebire de interpreții adulți, cei doi tineri interpreți ai copiilor căpitanului Grant au renunțat la cariera actoricească. Galina Strutinskaia (n. 1965) avea 18 ani la momentul începerii filmărilor și debutase deja în filmul Talisman (1983). A fost curtată de actorii Nikolai Eriomenko și de Aleksandr Abdulov, dar s-a căsătorit în timpul filmării serialului și a născut un copil un an mai târziu. A apărut apoi în alte patru filme, iar în anul 1990 a emigrat în Germania și a devenit proprietara unui salon de înfrumusețare din orașul Frankfurt. Fratele ei din film, Ruslan Kurașov (n. 1971), era elev la o școală din Moscova și a concurat pentru acest rol cu Fiodor Stukov (n. 1972), care-l interpretase pe Tom Sawyer în Aventurile lui Tom Sawyer și Huckleberry Finn (1981); Stukov s-a îngrășat însă și s-a renunțat la el. Kurașov nu a devenit actor, ci a urmat studii de coregrafie la Academia de Stat a Culturii Slave⁠(ru)[traduceți] și a devenit interpret de dansuri populare. A dansat mulți ani în Ansamblul Gjel⁠(ru)[traduceți] și apoi în Ansamblul Academic de Cântece și Dansuri al Trupelor Ministerului Afacerilor Interne al Rusiei⁠(en)[traduceți], iar ulterior a fost cooptat ca balerin în trupa Teatrului Muzical Stanislavski și Nemirovici-Dancenko⁠(en)[traduceți].
Apariția în acest film a actriței franceze de origine rusă Marinei Vlady s-a datorat prieteniei ei cu Govoruhin, pe care-l cunoștea de mulți ani. Marina Vlady l-a invitat de două ori pe Govoruhin să o viziteze la Paris, dar autoritățile sovietice nu i-au permis regizorului să călătorească în străinătate după ce acesta criticase regimul comunist într-un cadru privat și cineva l-a denunțat. În ciuda rugăminților ei de a-i permite lui Govoruhin să o viziteze, conducătorii regionali ai PCUS au spus că nu au competențe în acest sens, deoarece responsabilitatea ridicării interdicției o avea numai KGB-ul. Vlady a călătorit însă în Uniunea Sovietică în anul 1971 și l-a întâlnit pe Govoruhin la Odesa.

### Filmări

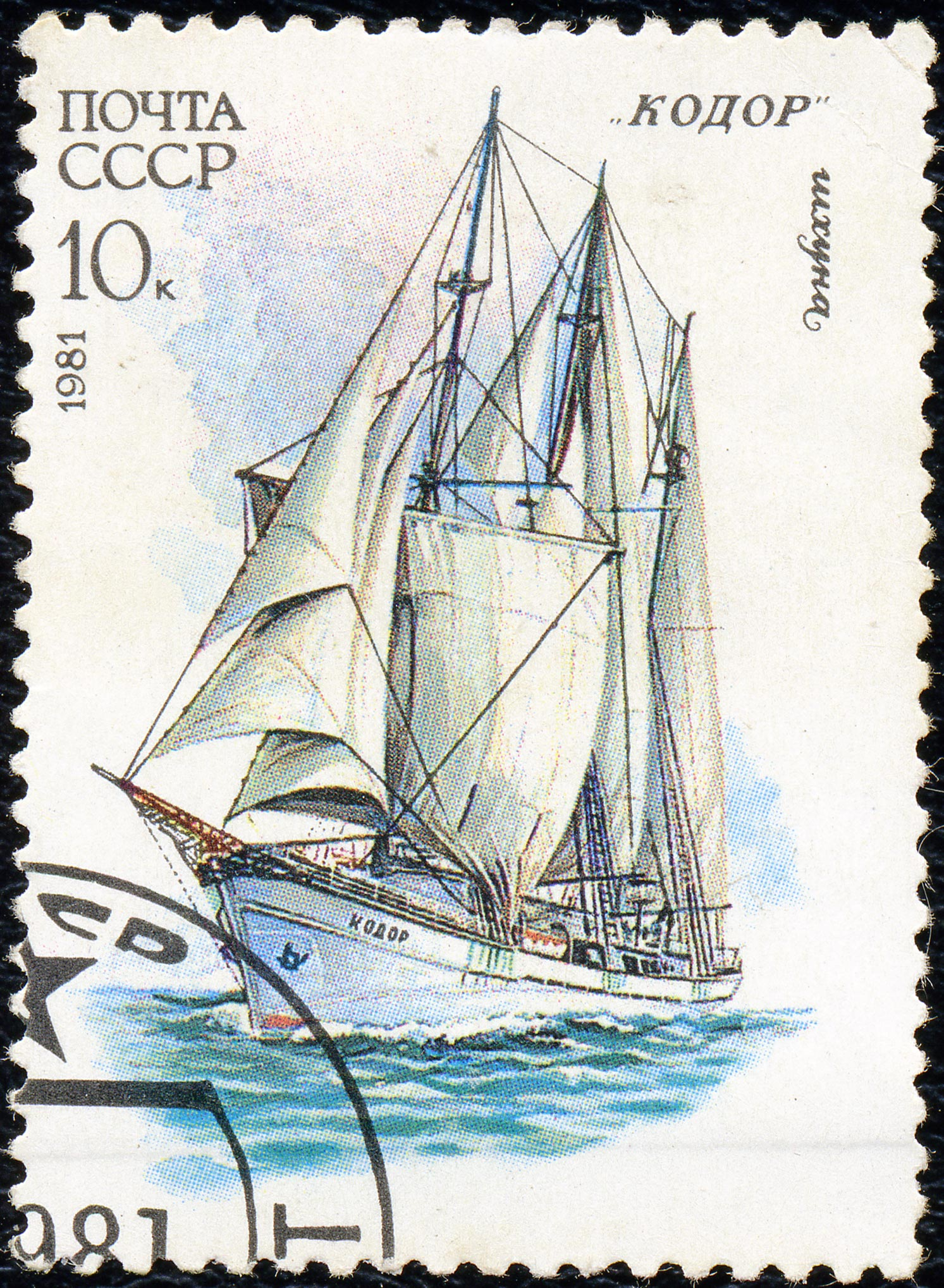
Goeleta sovietică Kodor (Кодор) reprezentată pe un timbru din 1981. Ambarcațiunea a ars în anul 1999.

Filmările s-au desfășurat în perioada 1983–1985 și au fost executate pe peliculă color de operatorii Mark Narodițki, Dimităr Hadjiiliev și Gheorghi Tuparov, sub coordonarea directorului de imagine Temerlan (Timur) Zelma. S-a filmat în Bulgaria, Crimeea, Franța în zona orașului Batumi și în apele Mării Negre. Secvența de la începutul filmului, în care este prezentată căderea balonului cu aer cald al lui Jules Verne și întâlnirea scriitorului cu viitoarea sa soție, a fost filmată pe 16 august 1985 în apropierea orașului Rîlsk (regiunea Kursk) dintr-un elicopter Mi-2⁠(en)[traduceți]. Zborul cu balonul a fost organizat cu sprijinul angajaților Bazei experimentale Rîlsk a Observatorului Aerologic Central din Moscova: balonul a fost lansat dimineața la ora 08.25, s-a ridicat la o altitudine de 400 de metri, a zburat aproximativ o oră deasupra orașului și a aterizat pe un câmp de sfeclă aflat la sud-vest de oraș. Balonul a fost manevrat de doi aeronauți angajați ai bazei din Rîlsk: pilotul experimentat Ivan Șaghin și inginerul stagiar Nikolai Malinovski. Printre imaginile surprinse la sol sunt cotul râului Seim și clădirea Mănăstirii „Sf. Nicolae” din Rîlsk, care era părăsită și dărăpănată în acea vreme. Alte filmări au avut loc la Paris, pe Quai de Montebello⁠(fr)[traduceți] de pe malul stâng al Senei. Rolul Insulelor Canare este îndeplinit de rezervația peisagistică „Aiu-Dag⁠(ru)[traduceți]”, iar vulcanul Teide (3718 m) de vârful Aiu-Dag⁠(en)[traduceți] al Munților Crimeii. Peisajele stâncoase de pe țărm care apar din când în când în film sunt situate pe coasta sudică a Crimeii în vecinătatea orașului Ialta și a stațiunii maritime Gurzuf (Golful de Azur, Golful Cehov, stânca Adalarî⁠(ru)[traduceți] etc.).
Secvența traversării Anzilor înzăpeziți (ep. 2) a fost filmată în Munții Crimeii (unde au fost filmate aproape toate secvențele de iarnă). Pasul montan greu accesibil a fost găsit în vârful Ai-Petri⁠(en)[traduceți] (1.234,2 m). Actorii au jucat în scenele montane fără dubluri, fiind asigurați cu frânghii de siguranță; cascadorii au fost folosiți doar atunci când se filma la mare înălțime. Scenariul prevedea surprinderea personajelor de o avalanșă, care a fost aproape reală în film. Pe versantul muntelui a fost construit un scut mare de lemn, asigurat de frânghii, pentru a opri o masă de câteva tone de zăpadă. Frânghiile au fost tăiate în momentul filmărilor, iar zăpada a început să alunece la vale. Actorii nu au conștientizat pericolul mortal la care au fost expuși, dar, din fericire, nimeni nu a fost rănit. Govoruhin avea însă experiență în filmarea scenelor montane: el absolvise în 1958 cursurile Facultății de Geologie a Universității de Stat din Kazan, era un alpinist experimentat și debutase, împreună cu Boris Durov, ca regizor de lungmetraj cu filmul de succes Vertikal⁠(en)[traduceți] despre un grup de alpiniști sovietici surprinși de o furtună în vârful unui munte; el apăruse ca dublură în acel film, escaladând muntele în locul actorilor.
Evenimentele care au loc în Patagonia au fost filmate în vecinătatea orașului bulgăresc Belogradcik, producătorii filmului considerând că pădurile și munții Bulgariei sunt foarte asemănători cu Anzii Cordilieri. Pe parcursul a două luni a fost construit acolo satul în care locuia tribul indienilor poyuche care l-au capturat pe Paganel și au vrut să-l ardă pe rug. Aventurile călătorilor în pădurile și mlaștinile Australiei, pe valea râului australian Snowy și în Noua Zeelandă au fost filmate în diferite locuri ale Bulgariei, printre care Defileul Iskăr⁠(en)[traduceți] și în grota Prohodna⁠(en)[traduceți]. „Coasta pustie” pe care a fost părăsit banditul Ayrton este golfulețul Cehov de pe malul stațiunii Gurzuf.
Echipajul filmului a navigat timp de o lună pe Marea Neagră pentru filmarea secvențelor călătoriei marine. Au fost folosite mai multe ambarcațiuni pe post de iahtul Duncan: majoritatea scenelor au fost filmate pe goeleta Kodor (Кодор) (care a mai fost folosită și în alte filme sovietice), iar unele scene pe velierul cu trei catarge Tovarișci (Товарищ) (numit anterior Gorch Fock) și pe goeleta Zarea (Заря). După filmări, membrii echipei făceau uneori călătorii de agrement cu corabia. Ruslan Kurașov și-a rupt brațul stâng în timpul filmărilor, iar în unele cadre se vede clar că are mâna în ghips.
Decorurile filmului au fost proiectate de Valentin Ghiduleanov și Nikola Kostadinov, iar costumele au fost confecționate de designerii Galina Uvarova, Tatiana Krapivnaia și Ana Lăskova. Sunetul a fost înregistrat de inginerii Eduard Goncearenko și Gheorghi Krăstev, iar muzica a fost formată din compoziții originale scrise de Igor Kantiukov, în colaborare cu Maksim Dunaevski, și din uvertura compusă de Isaak Dunaevski pentru filmul Copiii căpitanului Grant (1936), prima adaptare sovietică a romanului. Montajul peliculei a fost realizat de Valentina Oleinik și Dobrinka Minova.

## Recepție

### Lansare
Primul episod al filmului a fost difuzat în premieră la 13 mai 1986 de postul public sovietic Pervaia programma al Televiziunii Centrale a Uniunii Sovietice și în noiembrie 1986 de Televiziunea Națională Bulgară. Succesul miniserialului a determinat distribuirea sa și în alte țări precum Republica Socialistă România (premiera la 21 decembrie 1987) și Republica Populară Ungară (premiera la 8 ianuarie 1989).
Serialul a fost difuzat în premieră în România de Televiziunea Română în perioada 21 decembrie 1987 – 10 martie 1988 în 10 episoade: ep. 1 (21 decembrie 1987), ep. 2 (28 decembrie 1987), ep. 3 (4 ianuarie 1988), ep. 4 (11 ianuarie 1988), ep. 5 (18 ianuarie 1988), ep. 6 (1 februarie 1988), ep. 7 (8 februarie 1988), ep. 8 (10 februarie 1988), ep. 9 (25 februarie 1988) și ep. 10 (10 martie 1988). Ultimul episod (ep. 10) fusese programat inițial pentru ziua de 2 martie 1988, dar a fost înlocuit ulterior în program și în intervalul orar în care fi trebuit să fie difuzat au fost programate emisiunea „Laureați ai Festivalului Național «Cîntarea României». Formații corale” și apoi documentarele „Pe calea progresului multilateral al țării. Două decenii de la reorganizarea teritorial-administrativă. Azi, județul Iași” și „Cadre la nivelul exigențelor progresului economic și social al patriei. O școală pentru toți fiii României”.
Lansarea filmului pe suport DVD în Rusia a avut loc în anul 2008.

### Aprecieri critice
Miniserialul În căutarea căpitanului Grant al lui Stanislav Govoruhin este considerat a fi cea mai populară adaptare rusească a unui roman al lui Jules Verne. Criticii au lăudat scenele spectaculoase de aventuri ale filmului și în mod deosebit scenele de urmăriri, lupte și împușcături și au susținut că traversarea călare a unor teritorii pustii, locuite de indieni, a făcut ca episoadele 3 și 4 ale miniserialului să aibă aspectul unor filme western. Cu toate acestea, unii critici au remarcat faptul că, în ecranizarea lui Govoruhin, indienii din America de Sud seamănă din punct de vedere fizic și vestimentar cu indienii din America de Nord și au tomahawk-uri din oțel călit. Cele mai apreciate secvențe au fost cele în care apare „indianul” Thalcave (indigenul sud-american interpretat de actorul bulgar Iavor Milușev). Personajul interpretat de Milușev a fost considerat „mult mai pitoresc și mai carismatic” decât „indianul” din filmul sovietic interbelic Copiii căpitanului Grant.
Într-o recenzie publicată în revista săptămânală online Экранка.ру în anul 2008, criticul rus Vladimir Gordeev a acordat miniserialului 4 stele din 5 și a susținut că miniserialul sovieto-bulgar este „eclectic” și depășit din punct de vedere tehnic, având cascadorii și efecte speciale „nu prea grozave” în comparație cu cele din filmele de aventuri din perioada actuală, dar, cu toate acestea, poate fi considerat o „ecranizare bună” pentru că a păstrat „spiritul aventurii” și pentru că „Govoruhin a reușit să transmită umanismul eroilor, pozitivismul lor și puritatea lor morală”.

### Premii
În cadrul ediției a XII-a a Festivalului Unional al Filmelor de Televiziune, care a avut loc în perioada 7–20 septembrie 1987 la Minsk (RSS Bielorusă), miniserialul În căutarea căpitanului Grant a fost distins cu premiul juriului la secțiunea Filme de televiziune pentru copii.

## Locuri de filmare

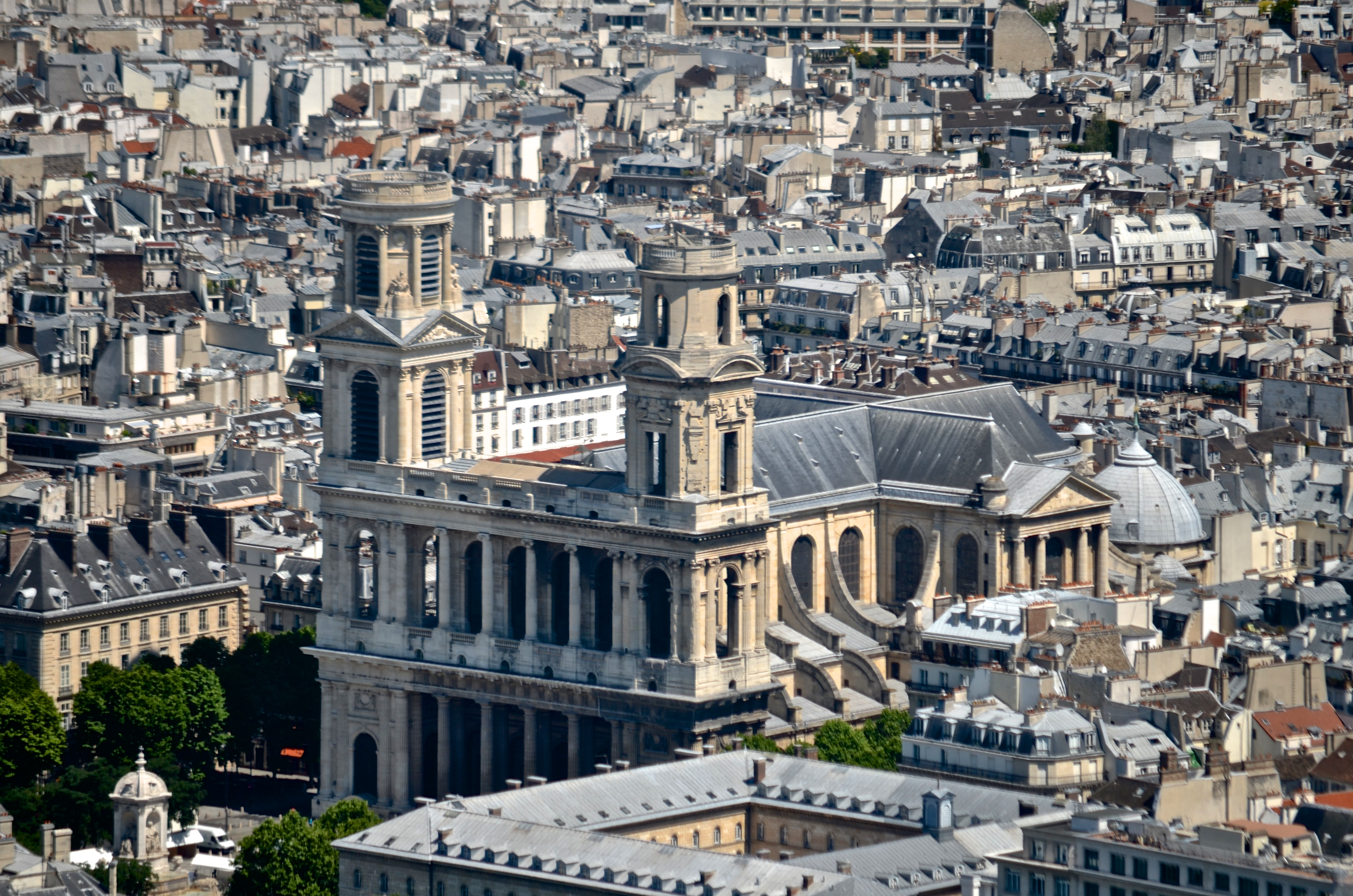
Biserica Saint Sulpice din Paris
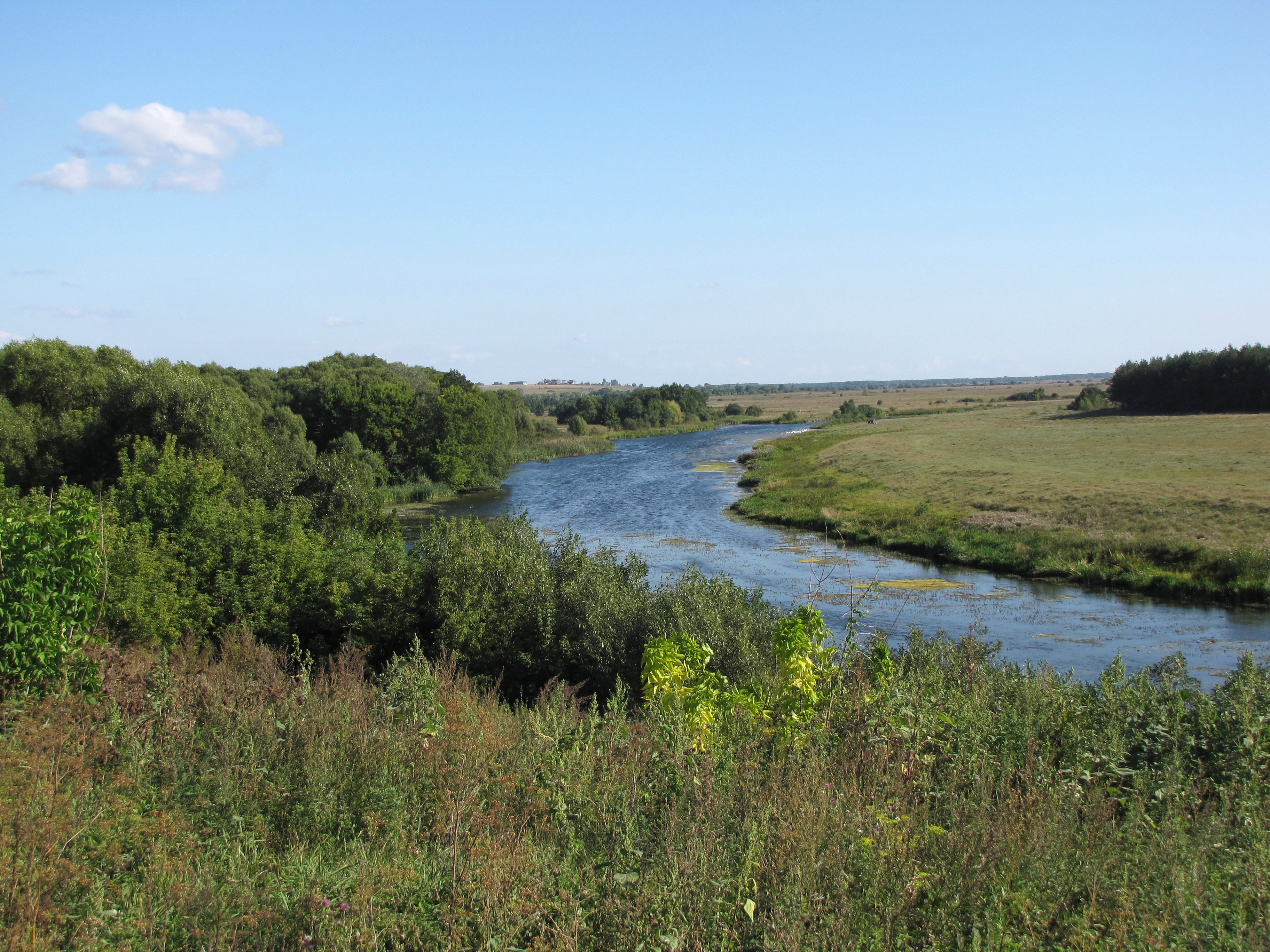
Râul Seim
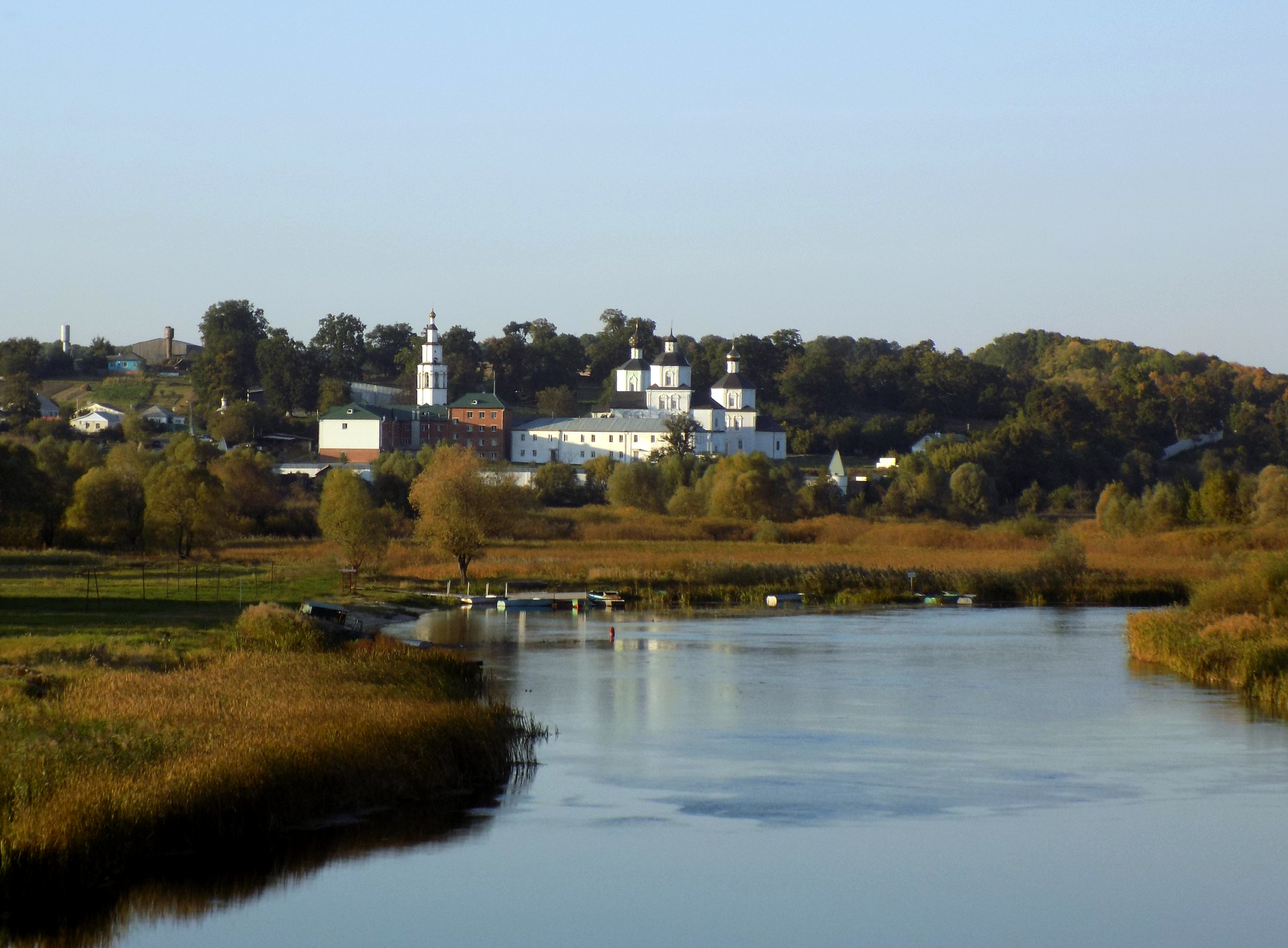
Mănăstirea „Sf. Nicolae” din Rîlsk și râul Seim
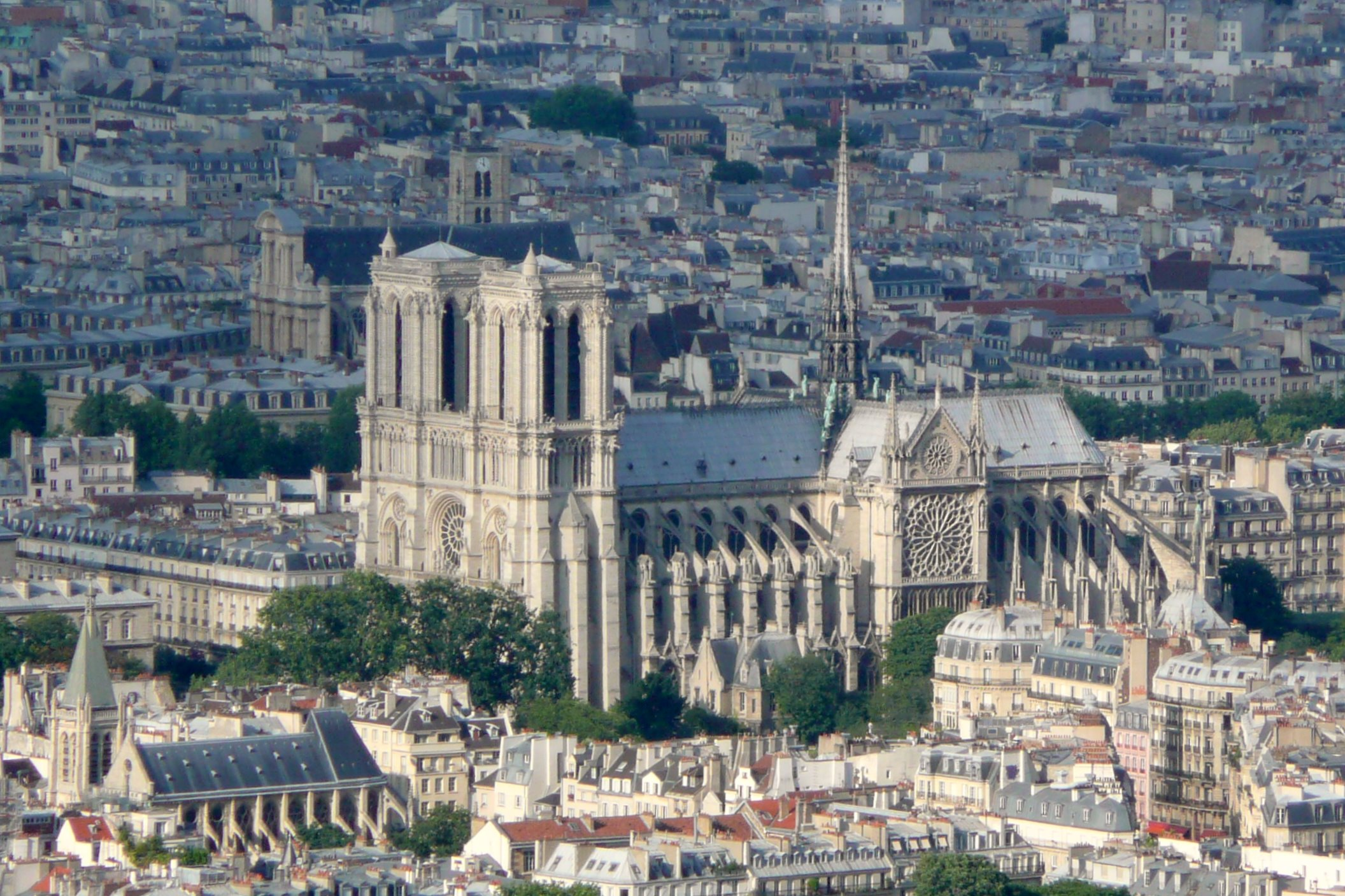
Catedrala Notre-Dame din Paris
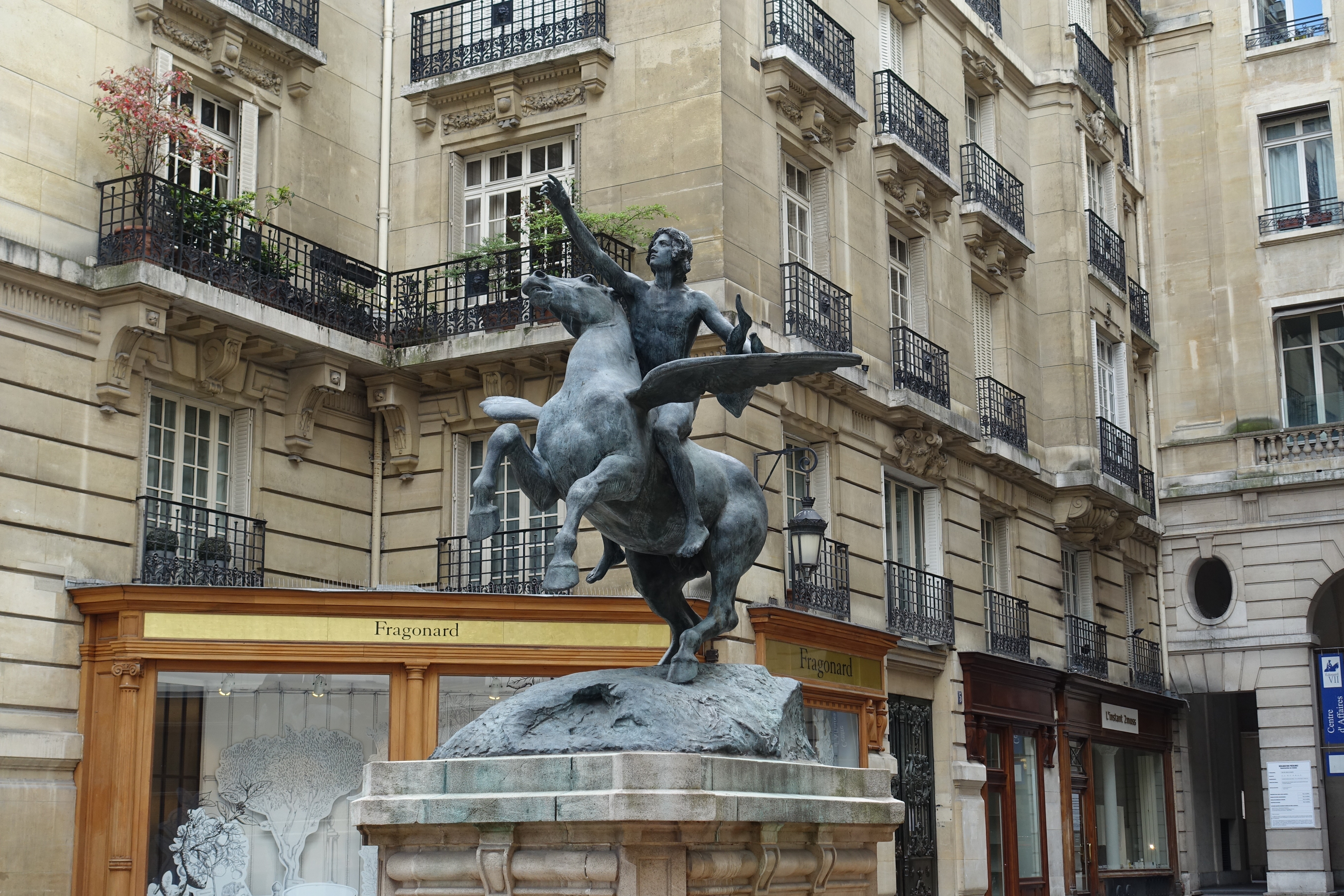
Sculptura „Poetul călare pe Pegas” din Piața Operei Louis Jouvet
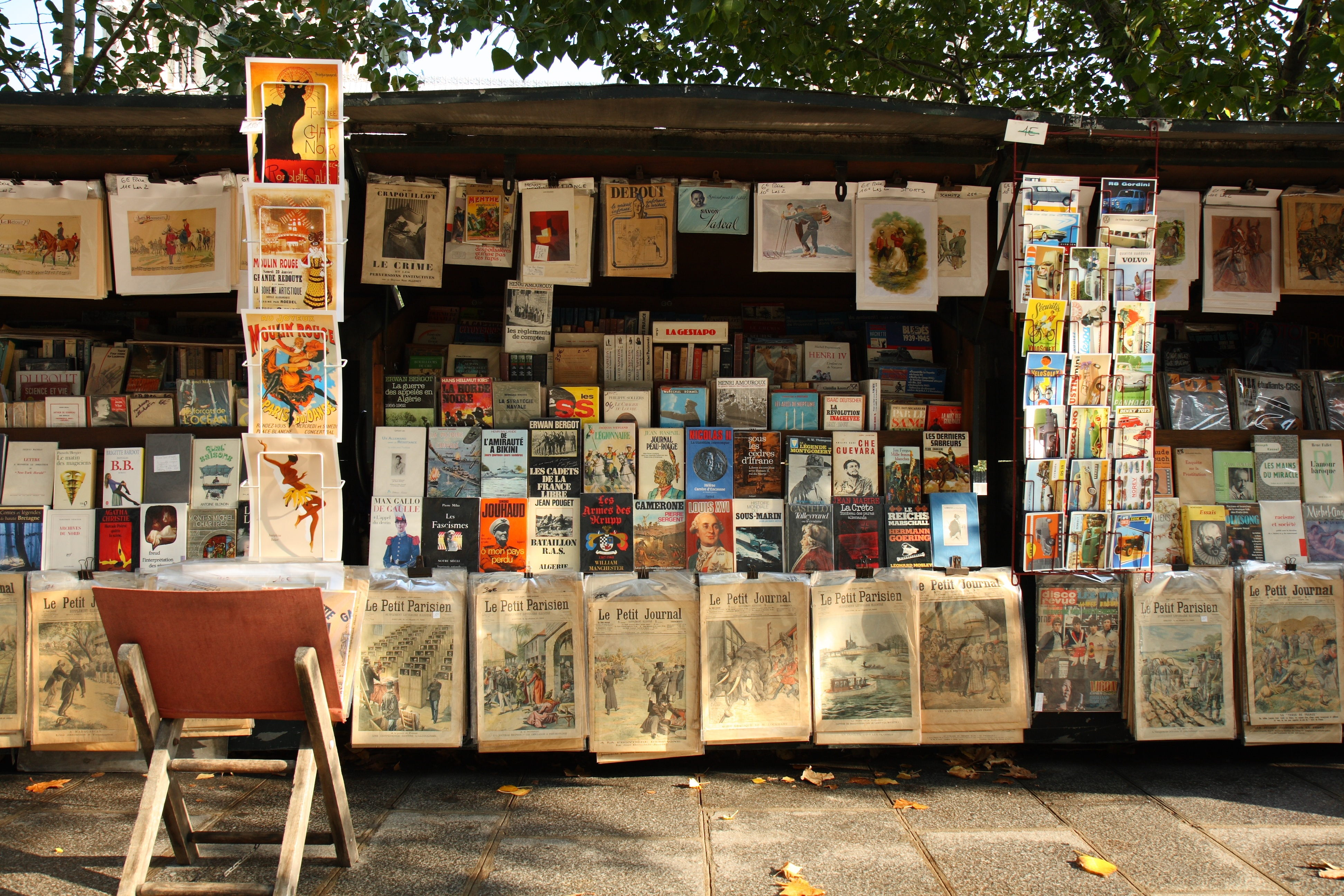
Buchiniștii de pe Quai de Montebello
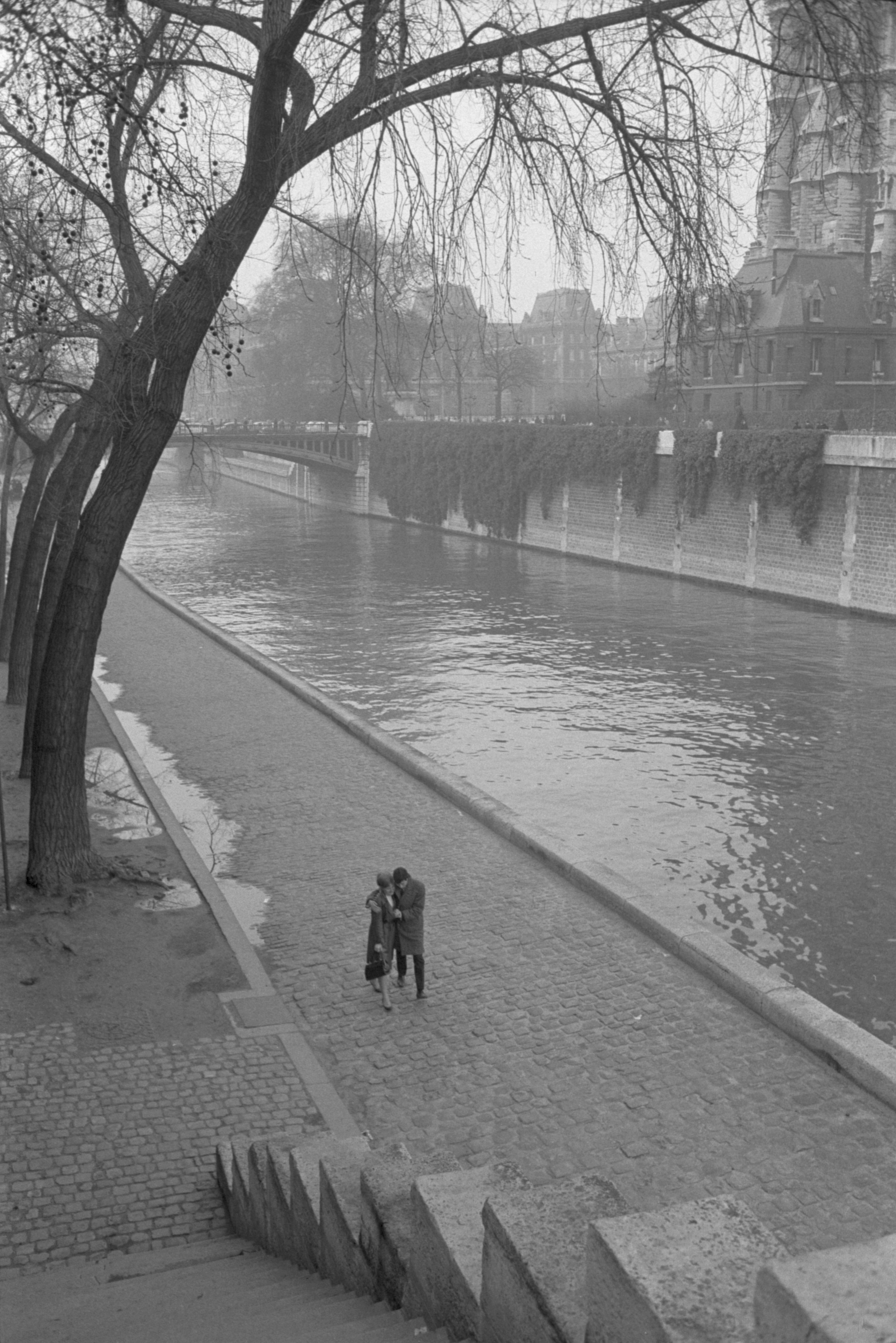
Malul Senei de pe Quai de Montebello
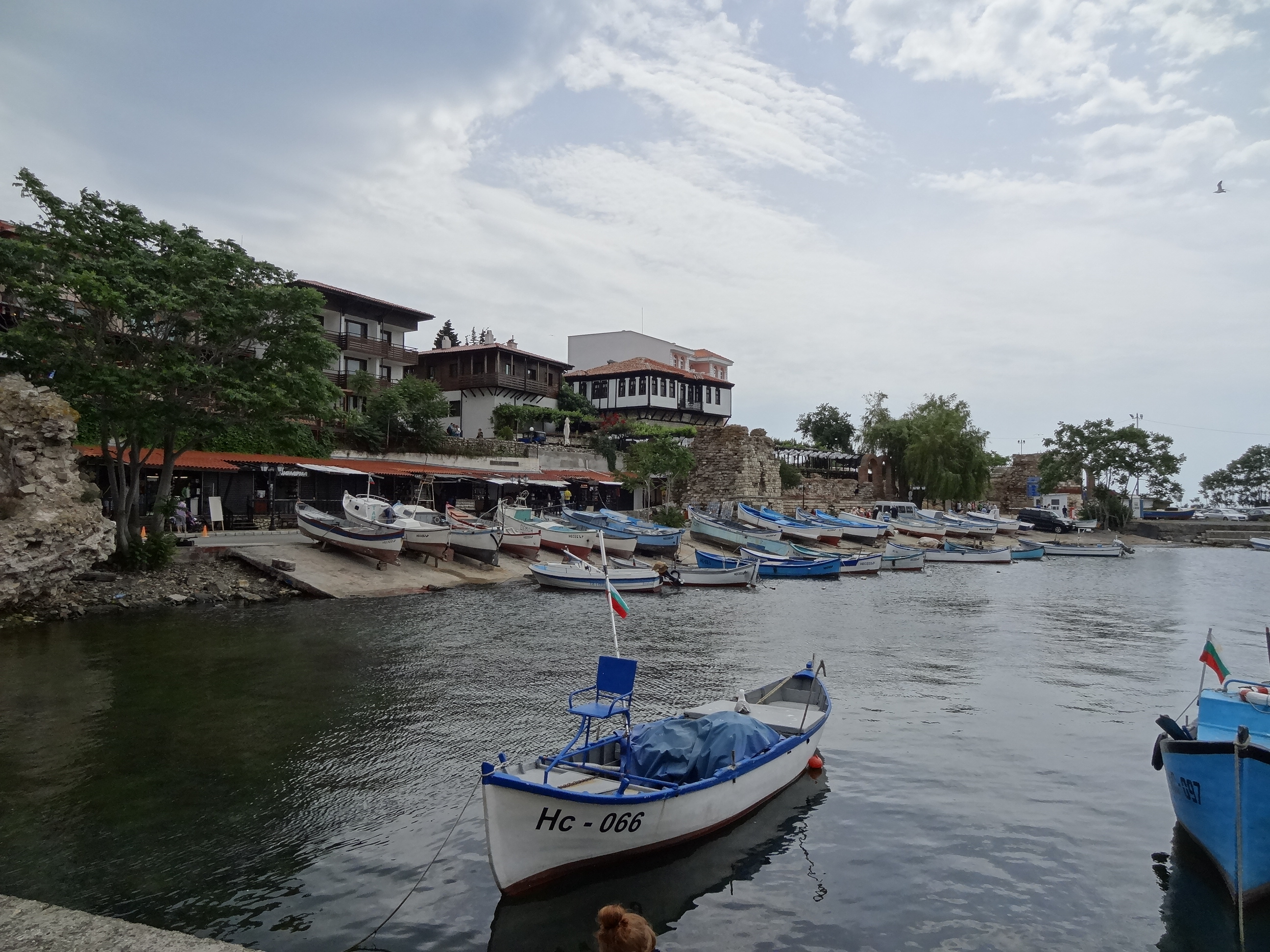
Portul Nesebăr
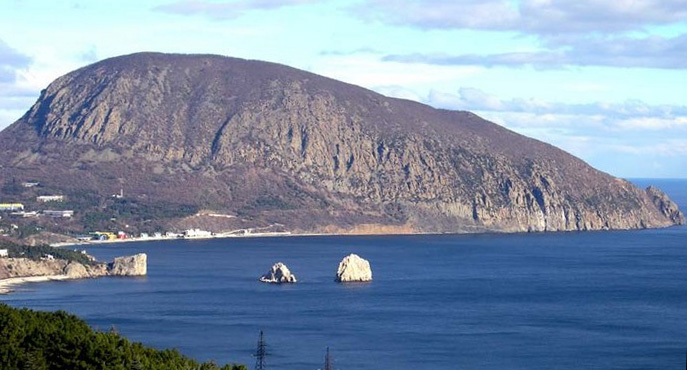
Piscul Aiu-Dag al Munților Crimeii, văzut de la Gurzuf
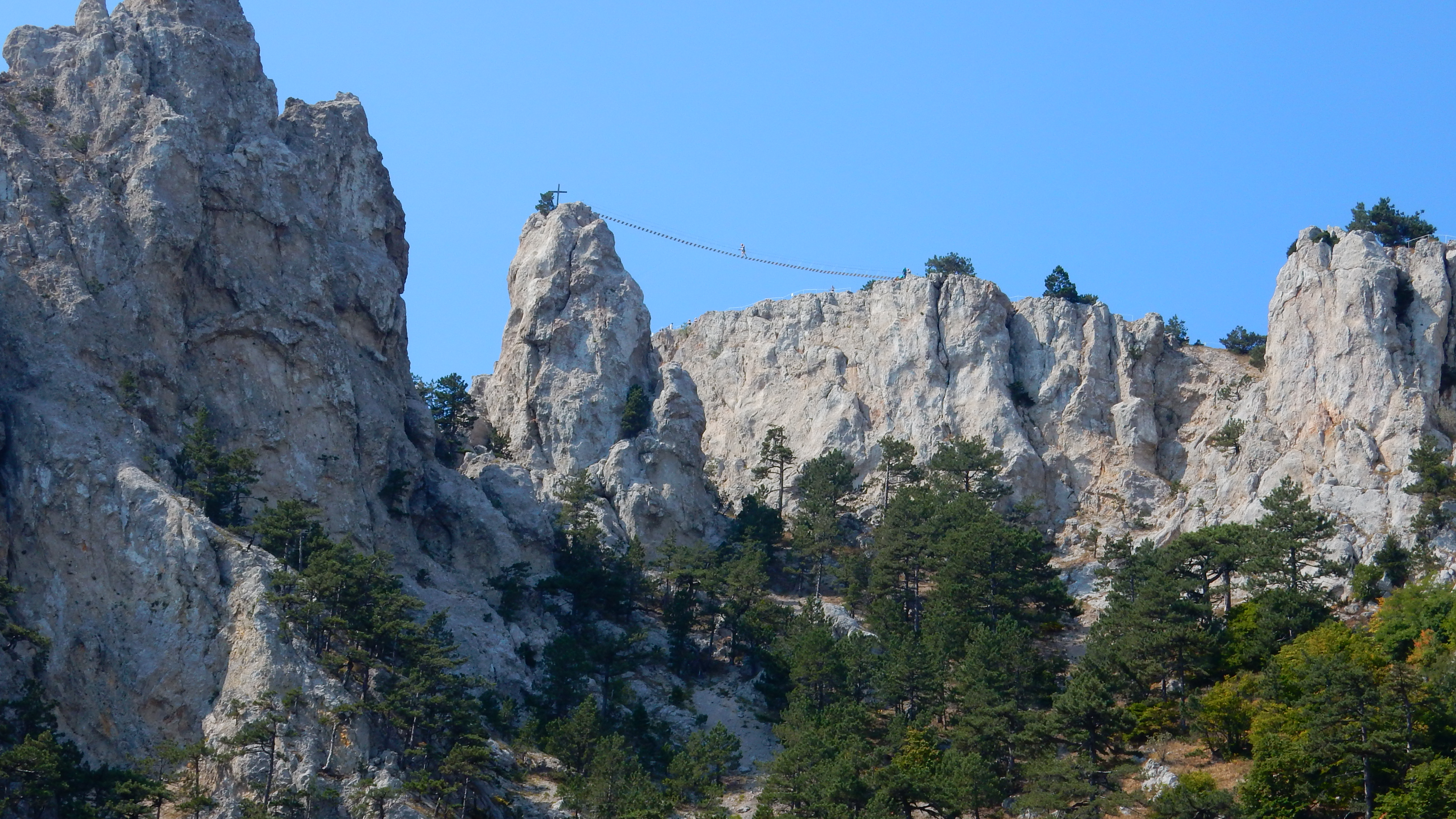
Vârful Ai-Petri
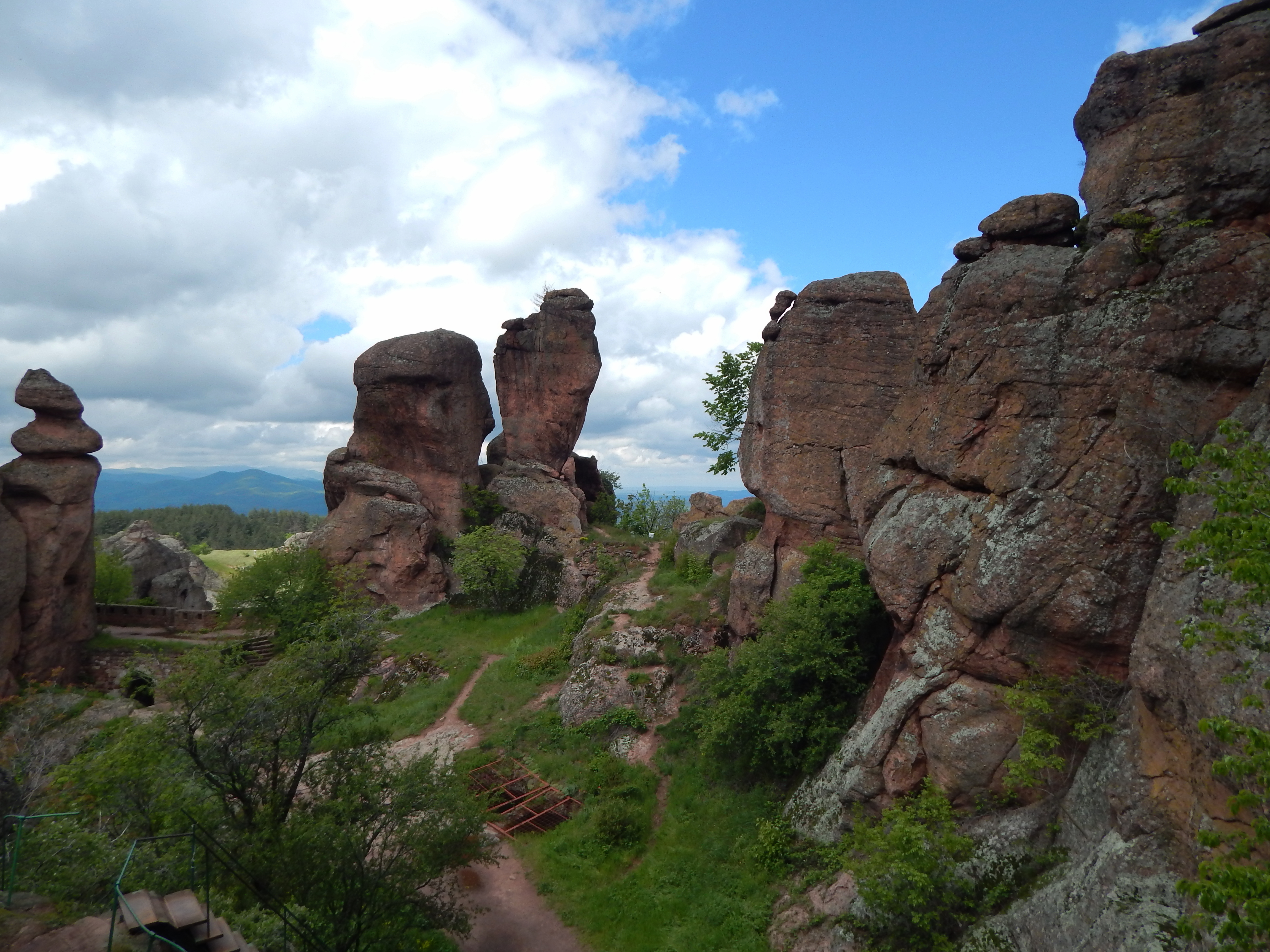
Stâncile de la Belogradcik
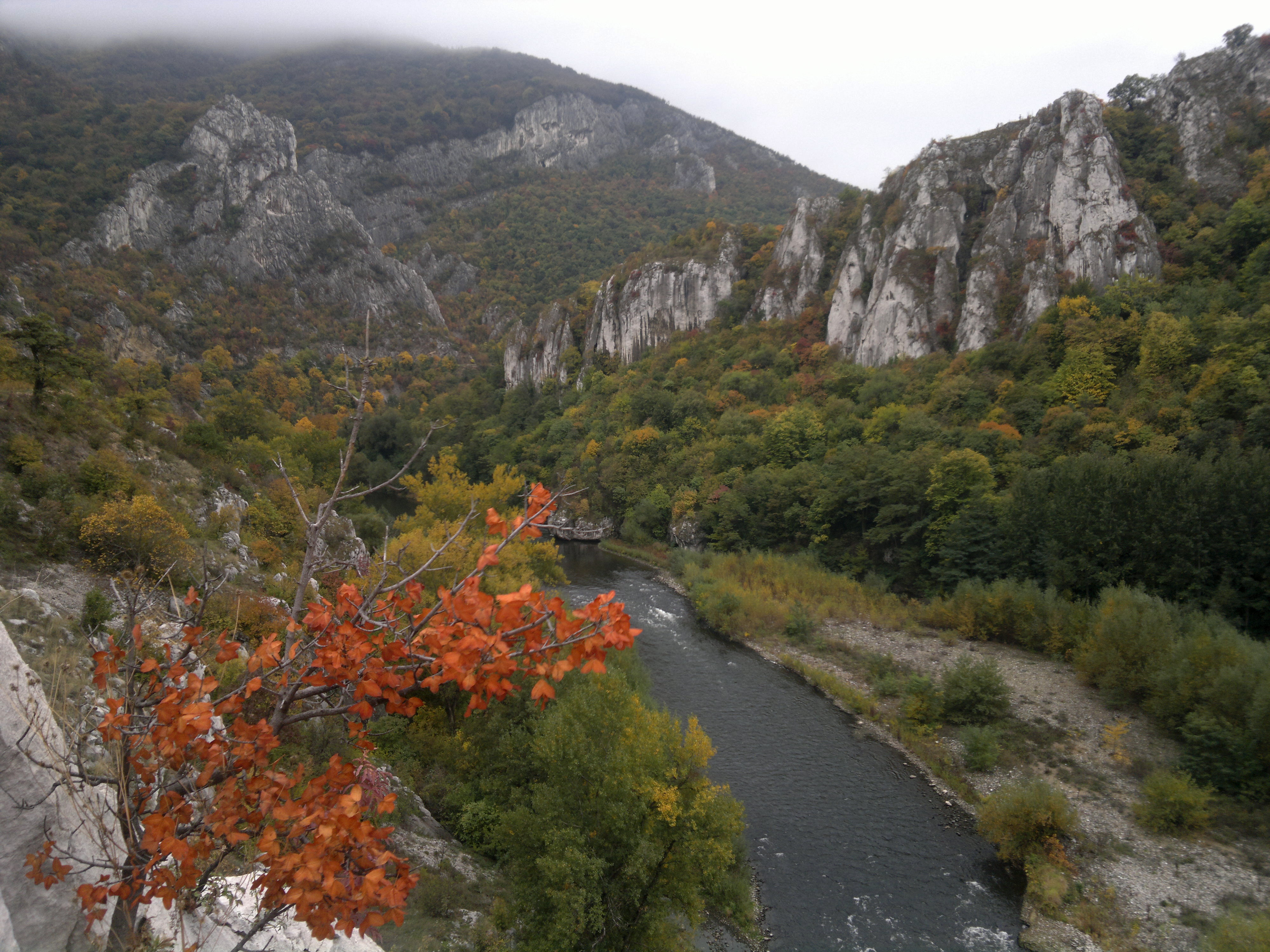
Defileul Iskăr
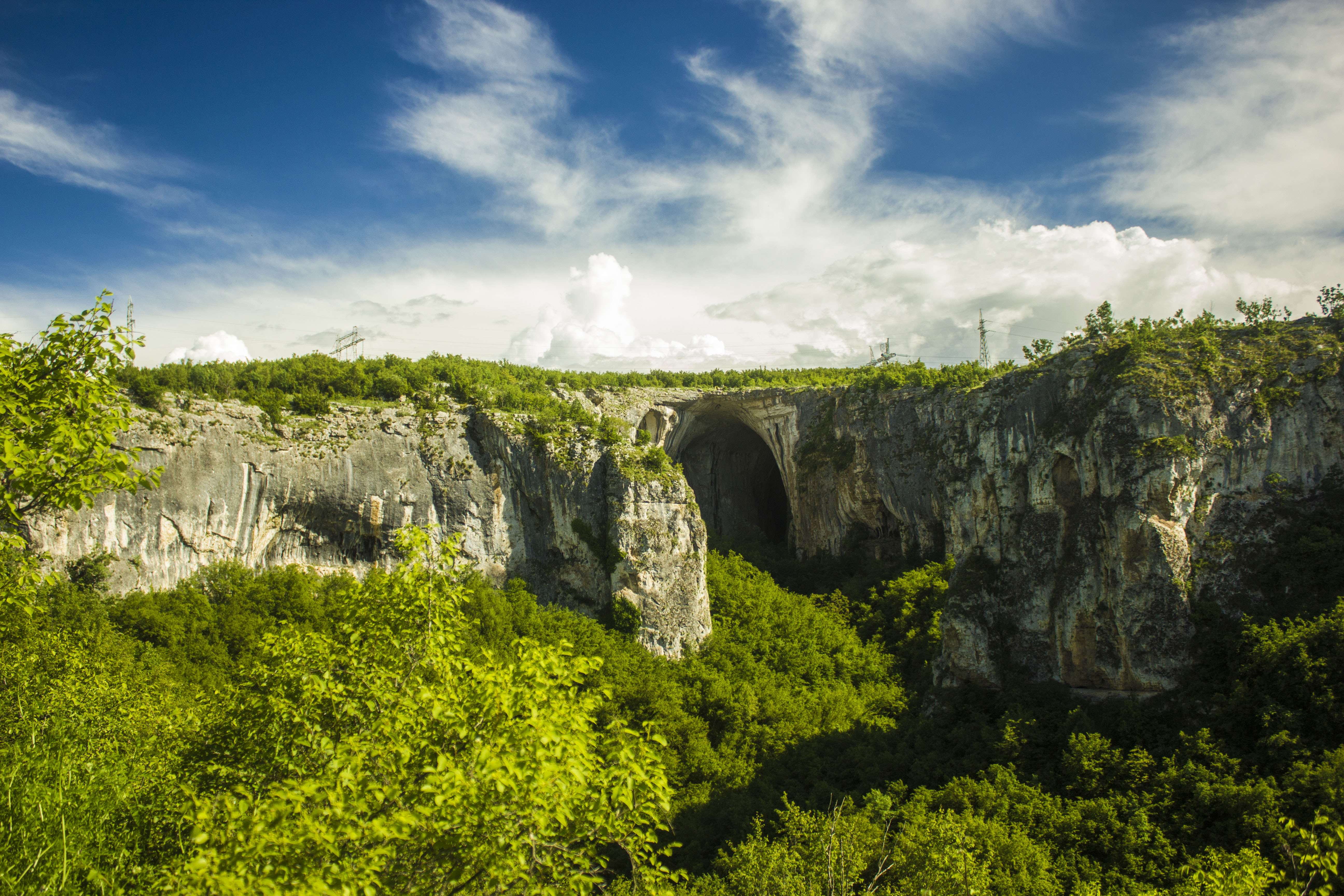
Grota Prohodna
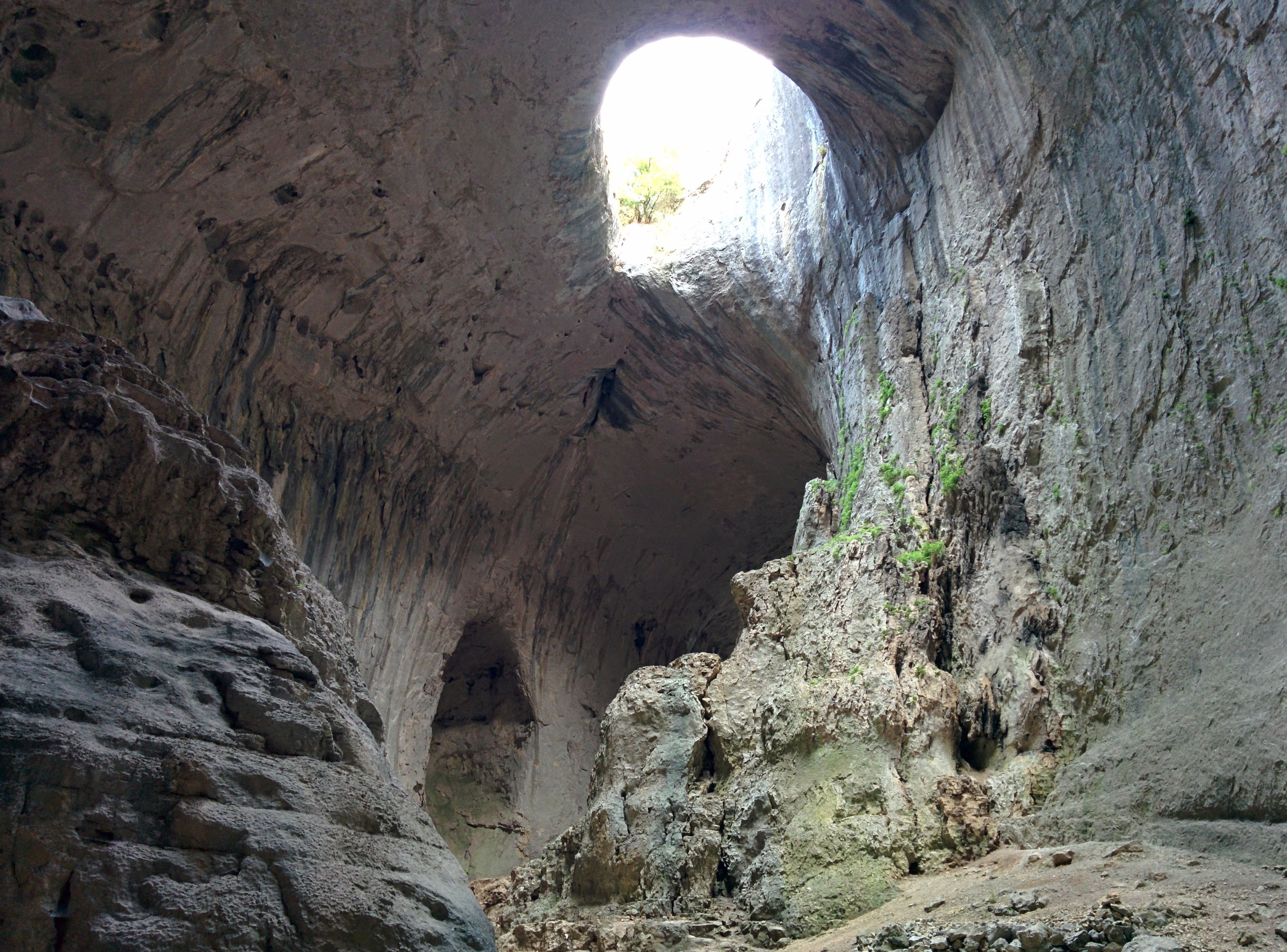
Interiorul peșterii Prohodna
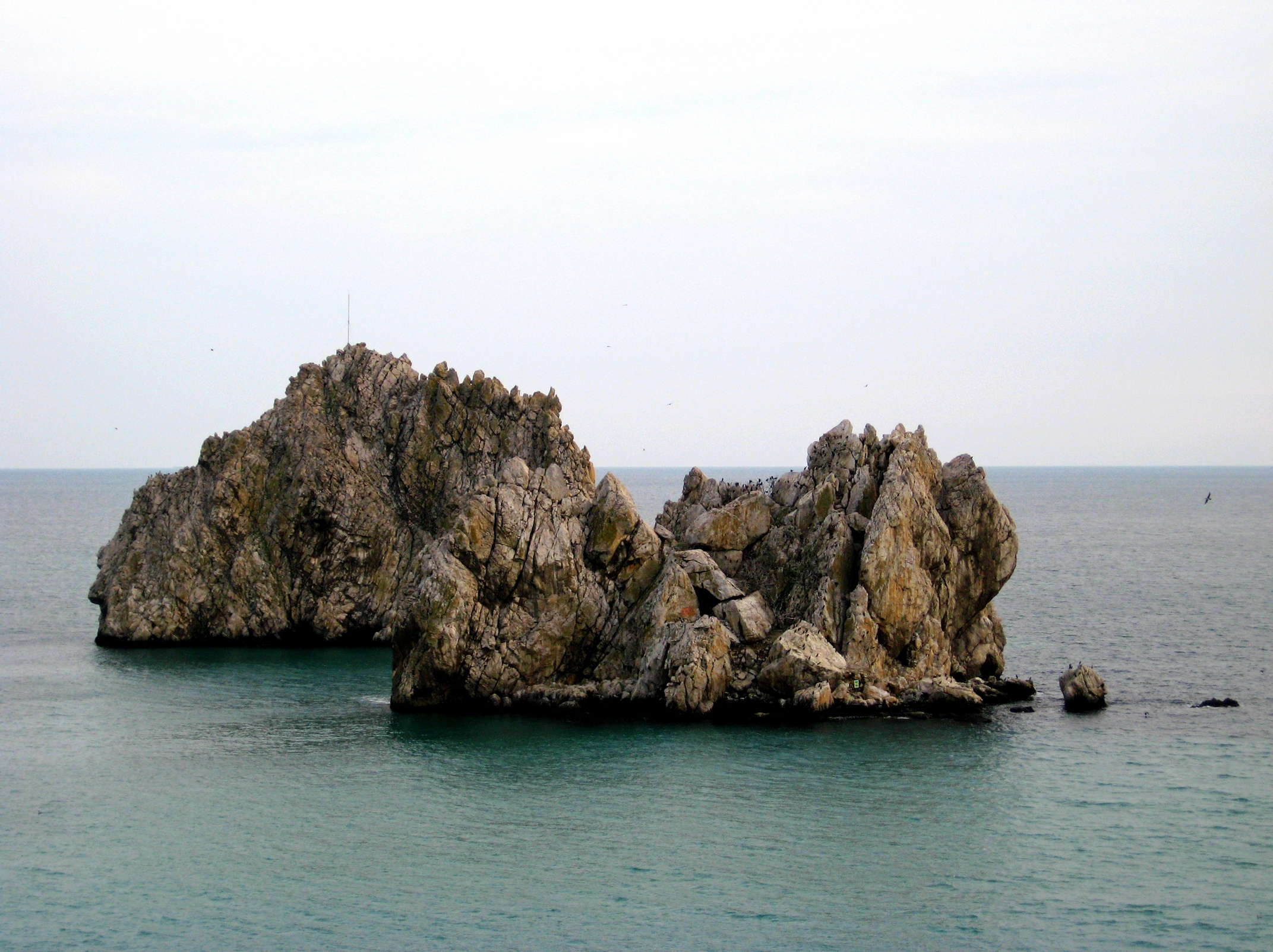
Stâncile Adalarî
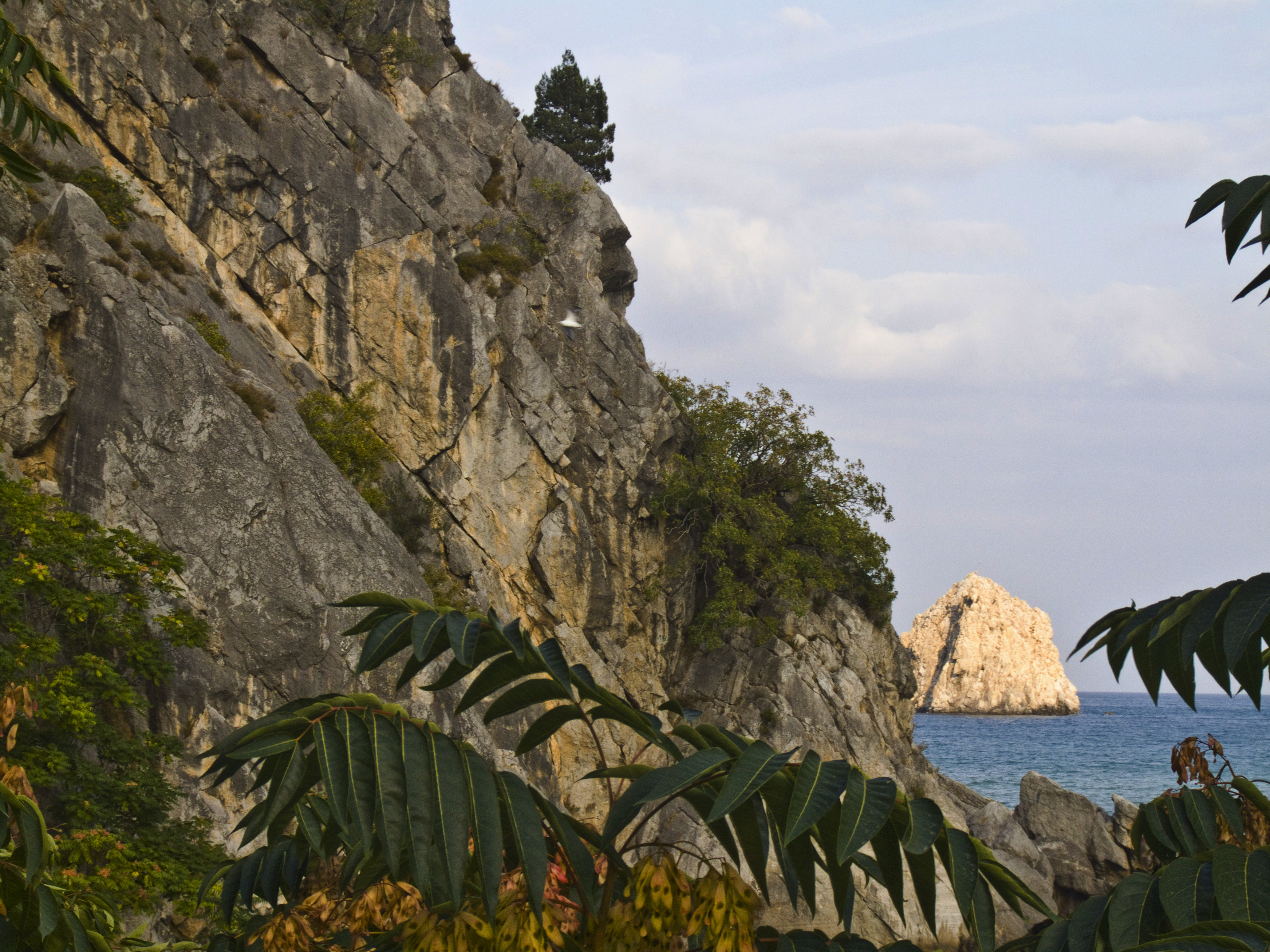
Golful Cehov din Gurzuf